# ОФК шампионат у фудбалу за жене 2014.
ОФК првенство за жене 2014. је ОФК првенство у женском фудбалу (познато и као Куп женских нација ОФК-а), је било 10. издање ОФК купа женских нација, а одржано је у Папуи Новој Гвинеји од 25. до 29. октобра 2014. године. Фудбалски турнир организовала је Фудбалска конфедерација Океаније.
Нови Зеланд је освојио турнир без примљеног гола и тиме је освојио своје треће узастопну титулу и квалификовао се за Светско првенство за жене 2015. године.

## Екипе учеснице
У "курзиву" дебитанти.
| Екипе учеснице | Екипе учеснице | Екипе учеснице     | Екипе учеснице |
| -------------- | -------------- | ------------------ | -------------- |
| Кукова Острва  | Нови Зеланд    | Папуа Нова Гвинеја | Тонга          |

## Табела и резултати
Сва времена су локална (UTC+10).
| Pos | Тим                | О | П | Н | И | ГД | ГП | ГР  | Бод. | Qualification                             |
| --- | ------------------ | - | - | - | - | -- | -- | --- | ---- | ----------------------------------------- |
| 1   | Нови Зеланд        | 3 | 3 | 0 | 0 | 30 | 0  | +30 | 9    | Светско првенство у фудбалу за жене 2015. |
| 2   | Папуа Нова Гвинеја | 3 | 2 | 0 | 1 | 7  | 4  | +3  | 6    |                                           |
| 3   | Кукова Острва      | 3 | 0 | 1 | 2 | 2  | 16 | −14 | 1    |                                           |
| 4   | Тонга              | 3 | 0 | 1 | 2 | 1  | 20 | −19 | 1    |                                           |

| Нови Зеланд | 16 : 0   | Тонга |
| --- | -------- | ----- |
| Дејзи Клеверли 1’, 18’ · Сера Грегориус 8’ (пен.), 50’, 70’ · Бетси Хесет 17’ · Хелен Колинс 20’, 69’, 76’ · Рози Вајт 26’, 29’ · Анали Лонго 67’, 77’ · Амбер Херн 86’, 90+7’ · Риа Персивал 90+2’ | Извештај |       |

| Папуа Нова Гвинеја                      | 4 : 1    | Кукова Острва      |
| --------------------------------------- | -------- | ------------------ |
| Бирум 16’ · Меган Гунемба 26’, 36’, 84’ | Извештај | Ли Маоате-Кокс 90’ |

| Тонга                  | 1 : 1    | Кукова Острва    |
| ---------------------- | -------- | ---------------- |
| Хајлала Лото'ани 90+5’ | Извештај | Тапаеру Тока 83’ |

| Папуа Нова Гвинеја | 0 : 3    | Нови Зеланд                                           |
| ------------------ | -------- | ----------------------------------------------------- |
|                    | Извештај | Ребека Скот 59’ · Амбер Херн 70’ · Анали Лонго] 90+2’ |

| Кукова Острва | 0 : 11   | Нови Зеланд |
| ------------- | -------- | --- |
|               | Извештај | Хелен Колинс 12’, 20’ · Еби Ерцег 14’ · Амбер Херн 19’, 47’, 56’, 86’ · Риа персивал 43’ · Рози Вајт 45+4’ · Ребека Скот 54’ · Бетси Хесет 75’ |

| Тонга | 0 : 3    | Папуа Нова Гвинеја                      |
| ----- | -------- | --------------------------------------- |
|       | Извештај | Меган Гуненба 25’ · Мари Каипу 32’, 62’ |

## Признања
По завршетку турнира додељене су следеће награде.
| Признање        | Име            |
| --------------- | -------------- |
| Златна лопта    | Рози Вајт      |
| Златна копачка  | Амбер Херн     |
| Златна рукавица | Фиделма Вотпор |
| Ферплеј         | Тонга          |

## Голгетерке
Новозеланђанка Амбер Херн освојила је награду за најбољег стрелца други пут заредом.
7. голова
- Амбер Херн

5. голова
- Хелен Колинс

4. гола
- Меган Гунемба